# Prix de la meilleure BD adaptable au cinéma et à la télévision
Le Prix de la meilleure BD adaptable au cinéma et à la télévision est un prix organisé depuis 2003 par Didier Pasamonik, dans le cadre du Forum international écriture et cinéma de Monaco.

## Œuvres récompensées
- 2004: Quartier lointain de Jirō Taniguchi (Casterman). Président du jury : Jean Giraud (alias Mœbius).
- 2005: Mariée par correspondance de Mark Kalesniko (Éditions Paquet). Président du jury : Jean Van Hamme.
- 2006: Cuervos de Richard Marazano et Michel Durand (Glénat). Président du jury : Jean-Pierre Dionnet.
- 2007: Muchacho d'Emmanuel Lepage (Dupuis). Président du jury : Christophe Arleston.
- 2008: R. G. de Pierre Dragon et Frederik Peeters (Éditions Gallimard). Président du jury : Enki Bilal.
- 2009: Esthétique et Filatures de Lisa Mandel et Tanxxx (Casterman - KSTЯ). Président du jury : Philippe Druillet.
- 2010: Rebetiko de David Prudhomme (Futuropolis). Président du jury : Jean-Claude Mézières.